# Кокерелл, Кристофер
Кристофер Кокерелл (4 июня 1910 года, Кембридж — 1 июня 1999 года, Хайт, Гэмпшир) — британский инженер, изобретатель судна на воздушной подушке.

## Биография
Кристофер Кокерелл родился 4 июня 1910 года в городе Кембридже.

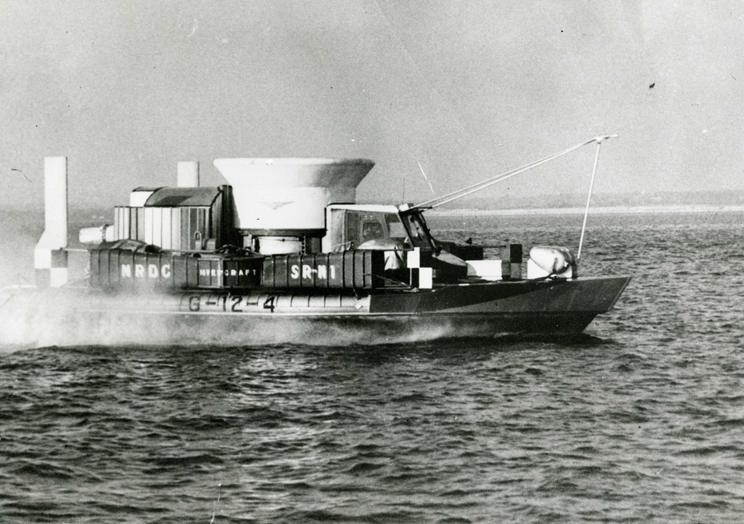
SR-N1 (1963 год)

Окончил машиностроительный факультет Кембриджского университета. С молодых лет был плодовитым изобретателем, в общей сложности запатентовав более 70 изобретений, в основном в области авиационных систем радиопеленгации и связи, некоторые из которых использовались лётчиками во время Второй мировой войны.
С 1935 по 1950 годы К. Кокерелл работал в компании Маркони. Главной задачей своих исследований он видел увеличение скорости морских судов. Свои эксперименты он начал в Норфолке в 1953 году, первоначально проверяя свои идеи на автомобилях.
Патентную заявку на схему судна на воздушной подушке, принципиально новую конструкцию, названную им «hovercraft» («парящий аппарат»), он подал 12 декабря 1955 года. Первый прототип построенного им судна на воздушной подушке SR-N1 (англ. SR.N1) был построен весной 1959 года и всего несколько недель спустя пересёк Ла-Манш за 20 минут.
В 1966 году он был награждён Королевской медалью Лондонского королевского общества. Предполагал широкое внедрение транспортных средств на воздушной подушке не только для движения на воде (в том числе для трансокеанских путешествий), но и на суше. По этому поводу он писал в конце 1960-х годов: «В промышленно развитых странах принцип движения на воздушной подушке найдёт широкое применение в форме дорожной транспортной машины — автомобиля на воздушной подушке грузоподъёмностью от 50 до 250 т, который будет средством скоростного междугородного транспорта. При скоростях порядка 160 км/ч колёсные машины приближаются к пределу своей эффективности, и замена колёс скользящим движением на воздушной подушке над бетонным дорожным полотном предоставляет большие преимущества».
Кристофер Кокерелл умер 1 июня 1999 года в Хайте.

## Награды
- Медаль Говарда Поттса (1965)
- Медаль Альберта (Королевское общество искусств) (1966)
- Королевская медаль (1966)
- Орден Британской империи за заслуги в технике (1966)
- Медаль Джона Скотта (1968)
- В 1969 году посвящён в рыцари.